# Alert-Bay-Vulkangürtel
Koordinaten: 50° 30′ N, 127° 15′ W

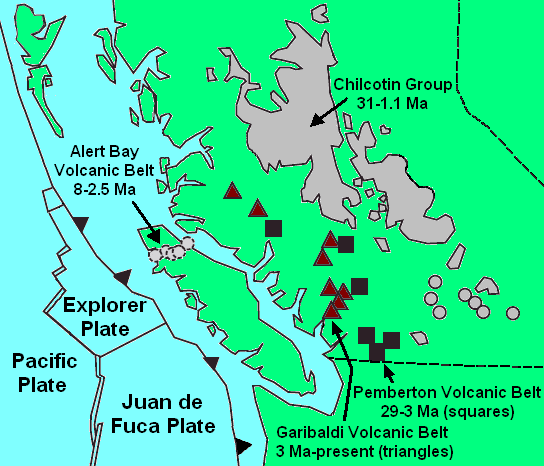
Geologische Formationen in Beziehung zum Canadian Cascade Arc einschließlich des Alert-Bay-Vulkangürtels

Der Alert-Bay-Vulkangürtel ist ein stark erodierter neogener Vulkangürtel im Norden von Vancouver Island in der kanadischen Provinz British Columbia.

## Geologie
Der Vulkangürtel befindet sich heute nördlich der Nootka-Verwerfungszone, könnte jedoch zu Zeiten seiner eruptiven Tätigkeit direkt über der Verwerfung gelegen haben. Die basaltischen bis rhyolitischen Vulkane und subvulkanischen Felsen des Alert-Bay-Vulkangürtels stehen möglicherweise in Verbindung mit den subduzierten Grenzen der Explorer-Platte und der Juan-de-Fuca-Platte in der Cascadia-Subduktionszone. Der Alert-Bay-Vulkangürtel ist nur wenig erforscht, scheint jedoch vom Miozän bis zum Pliozän aktiv gewesen zu sein. Eruptionen aus dem Holozän sind nicht bekannt; die vulkanische Aktivität ist höchstwahrscheinlich beendet.

## Vulkanische Objekte
Zu den vulkanischen Objekten im Gürtel gehören:
- der Cluxewe Mountain
- Haddington Island
- die Klaskish Plutonic Suite
- die Twin Peaks